# Xestocephalus eumaios
Xestocephalus eumaios är en insektsart som beskrevs av Rauno E. Linnavuori 1973. Xestocephalus eumaios ingår i släktet Xestocephalus och familjen dvärgstritar. Inga underarter finns listade i Catalogue of Life.